# Kung-fu
Kung-fu (čínsky: 功夫 , pinyin: gongfu) je výraz, kterým se mimo Čínu souhrnně označuje široké spektrum čínských bojových umění se zbraní i beze zbraně, působících navenek jak tvrdě, tak měkce, jak agresivně, tak umírněně.

## Název
Správně se slovo "kung-fu" (gongfu) překládá jako dovednost získaná dlouhou a namáhavou prací. Je možné jej použít v souvislosti s libovolným řemeslem nebo uměním, například s uměním aranžování květin. V samotné čínštině se pro bojová (válečná) umění používá výraz wu-šu (wushu), nebo i čchüan-fa.
Wu-šu (武术 , pinyin wushu) je standardizovaný výraz doporučovaný čínskou vládou pro bojové, sportovní i exhibiční formy, a tak se s rozšířením tohoto výrazu mimo Čínu stal synonymem spíše pro formy sportovní a exhibiční, včetně těch nejmodernějších, připomínajících gymnastiku. Ty někdy příliš nedbají na sebeobranný a zdravotní aspekt, jenž je základem tradičních stylů, ale spíše na efektnost pohybů. Můžeme se setkat s tím, že učitelé tradičních stylů mimo Čínu se proto od tohoto výrazu distancují a nadále používají pro své bojové styly souhrnné označení gongfu.

## Historie
Kung-fu a další podobné dálně-východní bojové techniky byly ovlivněny starověkým indickým bojovým uměním zvaným kalaripayattu (český přepis kalaripajattu). Původ kalaripayattu není zcela jasný. Podle některých japonských historiků bylo indické bojové umění dokonce ovlivněno i tradičním řeckým způsobem zápasu nazvaným pankration, který přinesl do Indie během svých výbojů Alexandr Veliký. Již předtím praktikovala indická válečnická kasta kšatrijů bojové umění, které se postupně vyvinulo v karapaito, jež se následně po staletích transformovalo v umění známé jako kalaripayattu.
Tento názor podporuje i tradiční legenda o původu kung-fu. Podle tradice se v 6. století jihoindický princ Bódhidharma, který ovládal karapaito, stal buddhistickým mnichem a odcestoval do Číny, aby tu šířil učení později známé jako čchanový buddhismus, ze kterého se po importu do Japonska vyvinul zenový buddhismus. V Číně se usadil v klášteře Šao-lin. Bódhidharma jako buddhistický mnich bojové umění nepoužíval, když však viděl zubožený fyzický stav tamějších mnichů, naučil je bojovým technikám, aby jim pomohl zlepšit tělesnou kondici. Mniši v šaolinském klášteře Bódhidharmovy cviky dále rozvíjeli a přijímali vlivy od příchozích z celé Číny. Postupně se tak vyvinuly mnohé šaolinské styly a klášter Šao-lin se stal jejich centrem.

## Popis
Kromě čchanového buddhismu se při výuce různých stylů užívají i jiné čínské filosofické, kosmologické a medicínské systémy. Jde např. o taoismus, dualitu Jin a Jang znaku tchaj-ťi, osm trigramů a 64 hexagramů Knihy proměn (I-ťing), Pětici proměn (prvků) – země, oheň, dřevo, voda a kov, Dvanáct znamení čínského zvěrokruhu, nauka o principu čchi, akupunkturních bodech a drahách.
Cvičení wu-šu klade velký důraz na postupný a individuální rozvoj jedince po všech stránkách, ať už fyzických či mentálních. Prioritou tradičních wu-šu stylů je bojový aspekt v reálných podmínkách.

## Příklady stylů známých v České republice
- Styl bílého jeřába (白鶴拳 pinyin Bái Hè Quán)
- Styl kudlanky nábožné (螳螂拳 pinyin tánglángquán)
- Styl opice (猴拳 Hou Quán)
- Styl zmije (hodí se spíše pro ženy, poněvadž žena je chladná stejně jako had)
- Styl tygra (nejdrsnější styl)

- Wing Chun (永春) – některé školy si jako obchodní název registrovaly různé pravopisné varianty, jako Wing Tsun, Ving Tsun, ...
- Styl rodiny Hung – Hungga nebo Hunggar (洪家 pinyin Hóng Jiā, Yale Hung Gar) či Hung Kuen (洪拳 pinyin Hóng Quán, Yale Hung Kyun)
- Orlí pařát (鷹爪派 pinyin Yīng Zhuǎ Pài)
- Opilá pěst (醉拳 pinyin Zuì Quán) – u ní je pochybnost, zda někdy sloužila k boji, je často nazývána Suiken
- Sing I čchüan (形意拳 pinyin Xíng yì quán)
- Styl Osmi trigramů – Pa-kua čang (八卦 pinyin Bāguàzhǎng)
- Tchaj-ťi čchüan (太极拳 pinyin tàijíquán, zjednodušeně česky tai-či nebo tajči)

Wu-šu silně ovlivnilo bojová umění ostatních zemí, například karate.

## Sport
- Ve wushu se závodí ve dvou kategoriích. První z nich je taolu, kdy je závodník ohodnocen podle provedených pohybů a prvků. Závodí sám či současně se svým partnerem v jednotné choreografii. Druhou disciplínou je sanda, při které proti sobě bojují dva bojovníci.[2]
- Mezinárodní federace Wu-šu (IWUF, anglicky International Wushu Federation[3]